# Ned Lamont
Ned Lamont (hay Edward Miner "Ned" Lamont Jr., sinh ngày 03 tháng 1 năm 1954) là một doanh nhân, nhà giáo dục và chính trị gia người Mỹ. Ông hiện là Thống đốc thứ 89 của tiểu bang Connecticut kể từ ngày 09 tháng 1 năm 2019. Ông nguyên là Ủy viên Ban Điều hành thị trấn Greenwich, quận Fairfield, Connecticut từ năm 1987 đến năm 1989. Ông tranh cử vào Thượng viện Hoa Kỳ vào năm 2006, đánh bại đương kim Thượng nghị sĩ Joe Lieberman trong cuộc bầu cử sơ bộ của Đảng Dân chủ, nhưng thua trong cuộc tổng tuyển cử trước Joe Lieberman tranh cử với tư cách là ứng cử viên của đảng phái thứ ba. Ông tranh cử Thống đốc vào năm 2010, nhưng đã bị đánh bại trong cuộc bầu cử sơ bộ của Đảng Dân chủ bởi cựu Thị trưởng Stamford Dan Malloy, người đã giành chiến thắng trong cuộc tổng tuyển cử. Tám năm sau, ông trở lại tái tranh cử vào năm 2018, giành được đề cử của Đảng Dân chủ và đánh bại Bob Stefanowski của Đảng Cộng hòa trong cuộc tổng tuyển cử.
Ned Lamont là Đảng viên Đảng Dân chủ, học hàm Giáo sư, học vị Thạc sĩ Quản trị kinh doanh, chính trị gia tự do. Ông là thành viên trong dòng họ Lamont hoạt động về cả tài chính kinh tế và giáo dục Hoa Kỳ, là Giáo sư Khoa học chính trị và Triết học tại Đại học Connecticut và giảng viên chính trị tại Đại học Harvard. Về chính sách chính trường, ông thực hiện các biện pháp của phe Dân chủ và nhận được ủng hộ trong việc chỉ huy chống Đại dịch COVID-19 ở tiểu bang.

## Xuất thân, giáo dục
Ned Lamont sinh ngày 03 tháng 1 năm 1954, tại thủ đô Washington, DC, Hoa Kỳ, tên khai sinh Edward Miner Lamont Jr., là con của Camille Helene (nhũ danh Buzby) và Edward Miner Lamont. Mẹ của ông sinh ra ở San Juan, Puerto Rico với bố mẹ [tức ông bà ngoại của Ned Lamont] đến từ đất liền Hoa Kỳ, và sau đó làm trợ lý cho Thượng nghị sĩ Estes Kefauver. Bố của ông là Edward Miner Lamont một nhà kinh tế, đã làm việc trong Kế hoạch Marshall và sau đó phục vụ trong Bộ Nhà ở và Phát triển Đô thị trong Chính quyền Nixon. Ông là chắt của cựu Chủ tịch JP Morgan & Co. Thomas W. Lamont và là cháu trai của cựu Giám đốc Liên đoàn Tự do Dân sự Hoa Kỳ Corliss Lamont, là một hậu duệ xa của tiểu thuyết gia thời thuộc địa Thomas Minor, vị tổ tiên mà ông mang tên đệm.
Gia đình của Ned Lamont chuyển đến vùng Laurel Hollow trên Long Island khi ông được bảy tuổi. Là con cả trong gia đình có ba người con, ông và các em gái của mình theo học trường East Woods. Sau đó ông theo học tại Học viện Phillips Exeter, và là Chủ tịch của tờ báo sinh viên The Exonian. Sau khi tốt nghiệp trường Phillips Exeter năm 1972, ông lấy bằng Cử nhân Nghệ thuật chuyên ngành Xã hội học tại Đại học Harvard năm 1976 và bằng Thạc sĩ Quản trị Kinh doanh tại Trường Quản lý thuộc Đại học Yale năm 1980.

## Kinh doanh và xã hội

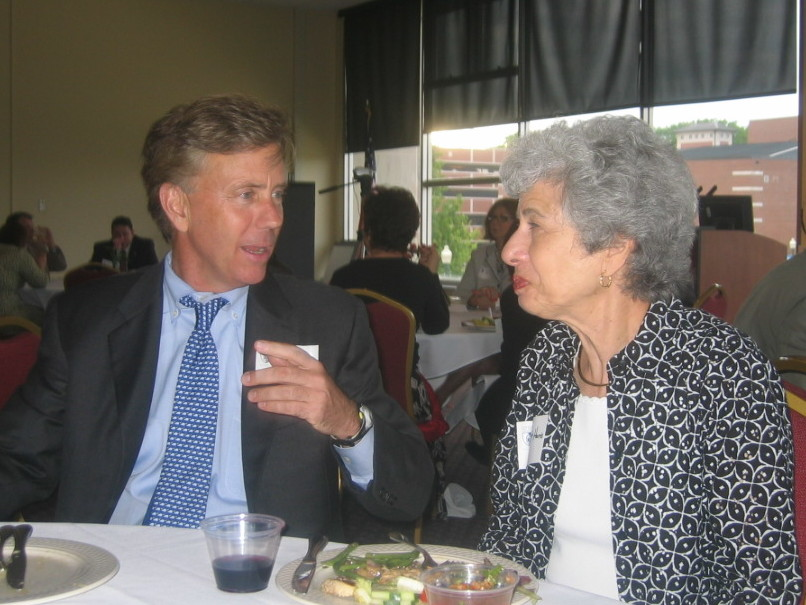
Lamont nói chuyện với cựu Chủ tịch CCSU Merle Harris vào tháng 6 năm 2008.

Sau khi tốt nghiệp đại học, ông bắt đầu sự nghiệp trang trải cuộc sống. Năm 1977, Ned Lamont trở thành biên tập viên cho Black River Tribune, một tuần báo nhỏ ở Ludlow, Vermont. Trong thời gian ở đó, ông đã làm việc cùng với các nhà báo Jane Mayer và Alex Beam. Sau khi tốt nghiệp Đại học Yale, ông bước vào lĩnh vực truyền hình cáp, quản lý hoạt động khởi nghiệp ở quận Fairfield County, Connecticut cho Cablevision. Năm 1984, ông thành lập Campus Televideo, một công ty cung cấp dịch vụ truyền hình cáp và vệ tinh cho các trường đại học trên khắp đất nước. Sau đó, ông là Chủ tịch Lamont Digital Systems, một công ty viễn thông chuyên đầu tư vào các công ty khởi nghiệp truyền thông mới. Campus Televideo là bộ phận lớn nhất của nó trước khi công ty Apogee có trụ sở tại Austin, Texas mua lại vào ngày 03 tháng 9 năm 2015. Bên cạnh đó, Ned Lamont đã phục vụ trong ban quản trị của một số tổ chức phi chính phủ, phi lợi nhuận như Conservation Services Group, Mercy Corps, Bảo tàng Norman Rockwell, YMCA và Tổ chức các Tổng thống trẻ.
Bênh cạnh kinh doanh, ông tham gia các hoạt động xã hội, đặc biệt là giáo dục, khi đã phục vụ trong ban cố vấn của Trường Quản lý Yale và Viện Brookings. Trước cuộc bầu cử năm 2006, ông làm tình nguyện viên tại Trường Trung học Warren Harding ở quận lỵ Bridgeport, tập trung vào việc giảng dạy về tinh thần kinh doanh và điều phối các công việc thực tập với các doanh nghiệp địa phương. Sau cuộc bầu cử, ông là giảng viên tại Viện Chính trị Harvard và Trường Quản lý Yale. Sau đó, ông trở thành trợ giảng và Chủ tịch Ủy ban Chính sách Công Khoa học và Nghệ thuật tại Đại học Central Connecticut State (CCSU), nơi ông được phong là Giáo sư ưu tú (Distinguished Professor) về Khoa học Chính trị và Triết học. Trong thời gian làm việc tại CCSU, ông là giảng viên của nhiều lớp và thành lập cuộc thi khởi nghiệp kinh doanh. Vào năm 2019, ông đã có bài phát biểu khởi động sự nghiệp cho sinh viên tốt nghiệp CCSU, với vị trí nhiệm kỳ Thống đốc đầu tiên của ông.

## Sự nghiệp chính trị

### Thời kỳ đầu
Ned Lamont hoạt động song song kinh doanh, xã hội và chính trường. Năm 1987, lần đầu tiên ông được bầu vào Ban Điều hành thị trấn Greenwich, Connecticut, nơi ông phục vụ trong một nhiệm kỳ. Ông tranh cử vào Thượng viện tiểu bang năm 1990, đối thủ là William Nickerson của Đảng Cộng hòa và Thượng nghị sĩ tiểu bang đương nhiệm Emil "Bennie" Benvenuto, người đã chuyển đảng phái của mình từ Đảng Cộng hòa sang Đảng A Connecticut. Nickerson giành chiến thắng trong cuộc đua ba chặng với Lamont về thứ ba. Sau đó, ông đã phục vụ ba nhiệm kỳ trong Ban Điều hành thị trấn Greenwich và làm Chủ tịch Hội đồng Tư vấn Đầu tư tiểu bang, nơi giám sát các khoản đầu tư vào quỹ hưu trí của tiểu bang Connecticut.

### Tranh cử Thượng viện 2006

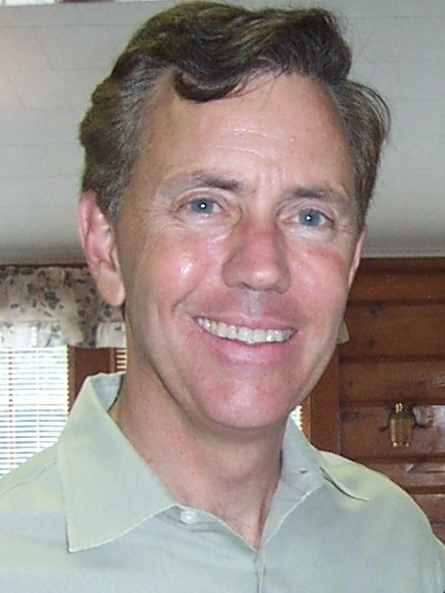
Ned Lamont vào năm 2006.

Vào ngày 13 tháng 3 năm 2006, Ned Lamont tuyên bố chiến dịch tranh cử vào Thượng viện Hoa Kỳ đối đầu với Thượng nghị sĩ đương nhiệm Joe Lieberman. Vào ngày 06 tháng 7, ông đã tranh luận với Joe Lieberman trên truyền hình, đề cập đến các vấn đề như Chiến tranh Iraq, chính sách năng lượng và nhập cư. Trong cuộc tranh luận, Lieberman lập luận rằng ông đang trong thời kỳ kiểm tra litmus, khẳng định ông là một Đảng viên Dân chủ hệ bánh mì và bơ [bread-and-butter Democrat], và nhiều lần được hỏi, "Ned Lamont là ai?" Lieberman sau đó hỏi Lamont liệu ông có công bố bản khai thuế thu nhập hay không, sau đó ông đã làm như vậy.
Ned Lamont tập trung vào mối quan hệ ủng hộ của Joe Lieberman với các Đảng viên Cộng hòa, nói với ông ấy rằng "nếu ông không thách thức Tổng thống Bush và chương trình nghị sự thất bại của ông ấy, tôi sẽ làm". Ông chỉ trích cuộc bỏ phiếu của Lieberman cho Đạo luật Chính sách Năng lượng năm 2005, mà ông gọi là "Dự luật năng lượng Bush–Cheney–Lieberman. Đáp lại lời khẳng định rằng ông ủng hộ các chính sách của Đảng Cộng hòa, Lieberman tuyên bố ông đã bỏ phiếu với các Đảng viên Dân chủ tại Thượng viện trong 90% thời gian. Lamont cho rằng người đương nhiệm ba nhiệm kỳ thiếu can đảm để thách thức Chính quyền Bush trong Chiến tranh Iraq. Ông cũng chỉ trích Lieberman vì đã hỗ trợ liên bang can thiệp vào vụ Terri Schiavo. Vào ngày 30 tháng 7, ban biên tập The New York Times đã tán thành Lamont. Cùng ngày, The Sunday Times đưa tin Bill Clinton cảnh báo Lieberman không nên tranh cử độc lập nếu ông thua Lamont. Cam kết từ chối tiền từ các nhà vận động hành lang trong cuộc bầu cử, Lamont đã tài trợ phần lớn chiến dịch của chính mình, với số tiền quyên góp vượt quá 12,7 triệu USD.
Ned Lamont đã thắng cuộc sơ bộ với 52% phiếu bầu, đây là cuộc đua vào Thượng viện duy nhất vào năm 2006 mà một người đương nhiệm bị mất tái đề cử. Trong bài phát biểu về nhượng bộ của mình, Lieberman tuyên bố ông vẫn giữ vững những tuyên bố trước đó rằng sẽ tranh cử với tư cách độc lập nếu ông thua cuộc sơ bộ. Dưới biểu ngữ Connecticut for Lieberman, Lieberman đã giành chiến thắng trong cuộc tổng tuyển cử với gần 50% số phiếu bầu, các cuộc thăm dò cho thấy Lieberman đã giành được 33% phiếu từ Đảng viên Dân chủ, 54% cử tri độc lập và 70% Đảng viên Cộng hòa. Bộ phim tài liệu Blog Wars của Sundance TV đã ghi lại ảnh hưởng của của việc viết blog chính trị đối với cuộc bầu cử. Trong khi một số cuộc thăm dò của Research 2000 do Daily Kos ủy nhiệm vào năm 2007 và 2008 cho thấy ông sẽ giành chiến thắng trong cuộc tái đấu ở Thượng viện với Lieberman nhờ ủng hộ ngày càng tăng, Lamont cho biết ông không cân nhắc một chiến dịch tranh cử khác cho Thượng viện.

### Hoạt động 2008
Giai đoạn trong cuộc tổng tuyển cử Tổng thống Hoa Kỳ 2008, Ned Lamont có những hoạt động cho chiến dịch này. Ban đầu ông ủng hộ chiến dịch tranh cử Tổng thống của Chris Dodd. Sau khi Dodd bỏ cuộc đua, Lamont trở thành Đồng Chủ tịch tiểu bang cho chiến dịch tranh cử Tổng thống của Barack Obama. Chiến thắng của Obama trong cuộc bầu cử sơ bộ của Đảng Dân chủ ở Connecticut được cho là nhờ khả năng của Lamont trong việc tìm ra cơ sở cử tri mà ông đã xây dựng trong chiến dịch tranh cử tại Thượng viện của mình. Vào tháng 3 năm 2008, ông là đại biểu tiểu bang tham dự Đại hội Quốc gia Đảng Dân chủ năm 2008, sự ủng hộ của ông được cam kết dành cho Obama.

## Thống đốc Connecticut

### Tranh cử

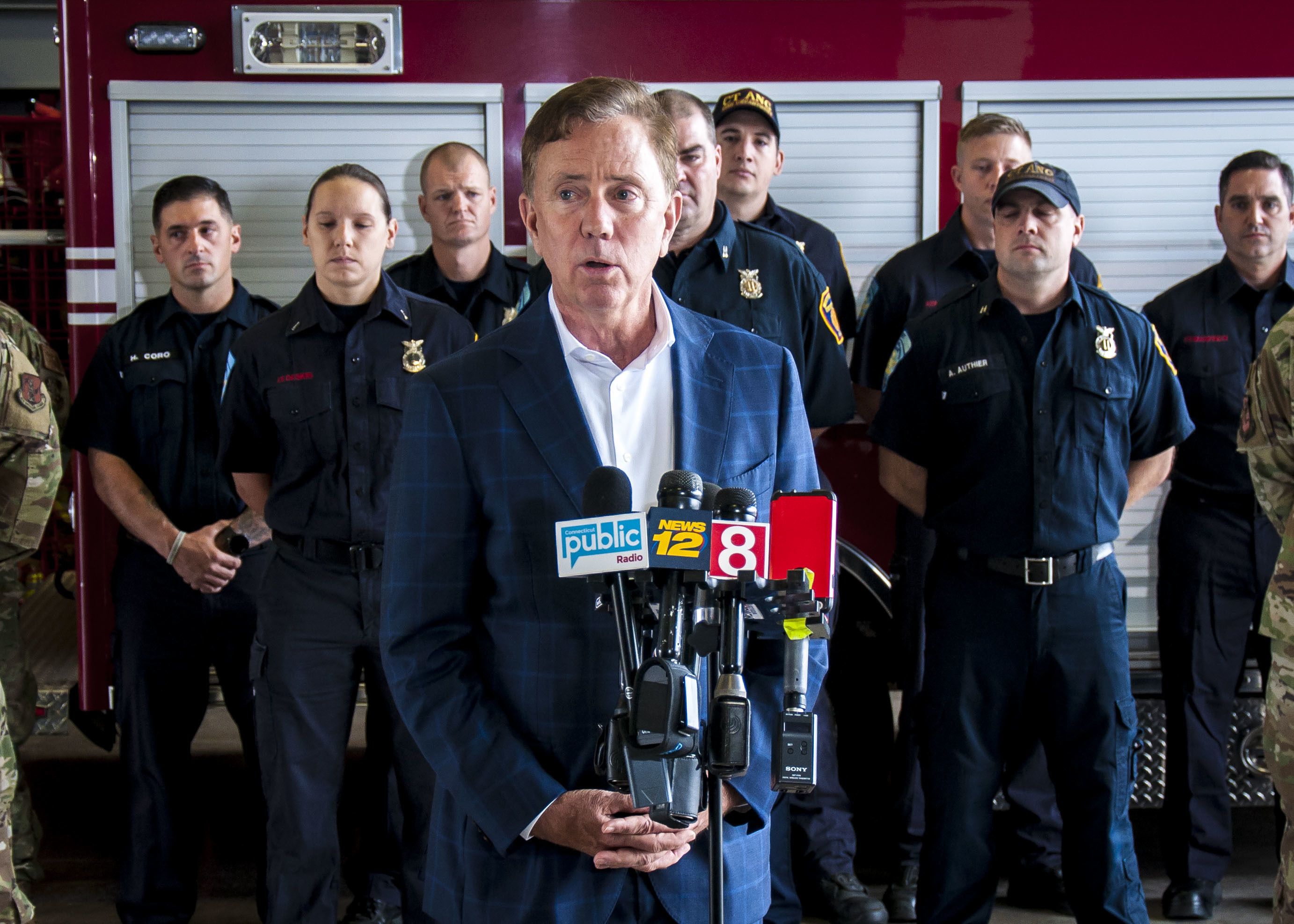
Ned Lamont phát biểu về sự kiện boeing B-17 năm 2019.

Vào ngày 16 tháng 2 năm 2010, Ned Lamont tuyên bố ứng cử vào cuộc bầu cử Thống đốc năm 2010. Cựu Thị trưởng Stamford Dan Malloy đã đánh bại ông tại đại hội Đảng Dân chủ tiểu bang vào ngày 22 tháng 5, với 1.232 phiếu (68%) so với 582 (32%) của ông. Vì đã giành được hơn 15% số phiếu bầu, nên Lamont đủ tư cách xuất hiện trên lá phiếu bầu cử sơ bộ. Vào ngày 10 tháng 8, ông thua Dan Malloy trong bầu cử sơ bộ nội bộ Dân chủ, nhận được 43% phiếu bầu. Dan Malloy đã đánh bại ứng cử viên Đảng Cộng hòa Thomas C. Foley trong cuộc tổng tuyển cử.
Vào ngày 17 tháng 1 năm 2018, Ned Lamont tuyên bố ứng cử để kế nhiệm Dan Malloy, người không tranh cử nhiệm kỳ thứ ba. Ông đã nhận được sự tán thành của đảng tại đại hội tiểu bang, và chọn cựu Banh vụ khanh Connecticut Susan Bysiewicz làm người đồng hành của mình. Trong khi thiếu ngưỡng 15%, Thị trưởng Bridgeport và cựu tù nhân Joe Ganim đã thu thập đủ chữ ký để xuất hiện trong cuộc bỏ phiếu sơ bộ của Đảng Dân chủ. Bất chấp thách thức của đối thủ, Ned Lamont đã giành chiến thắng sơ bộ với hơn 130.000 phiếu bầu (tỷ lệ 62,4%). Sau đó, ông phải đối mặt với Bob Stefanowski từ Đảng Cộng hòa và Oz Griebel, chính khác độc lập trong cuộc tổng tuyển cử vào ngày 06 tháng 11. Ông đã giành chiến thắng trước Joe Markley với tỷ lệ 49,4–46,2%.

### Nhiệm kỳ

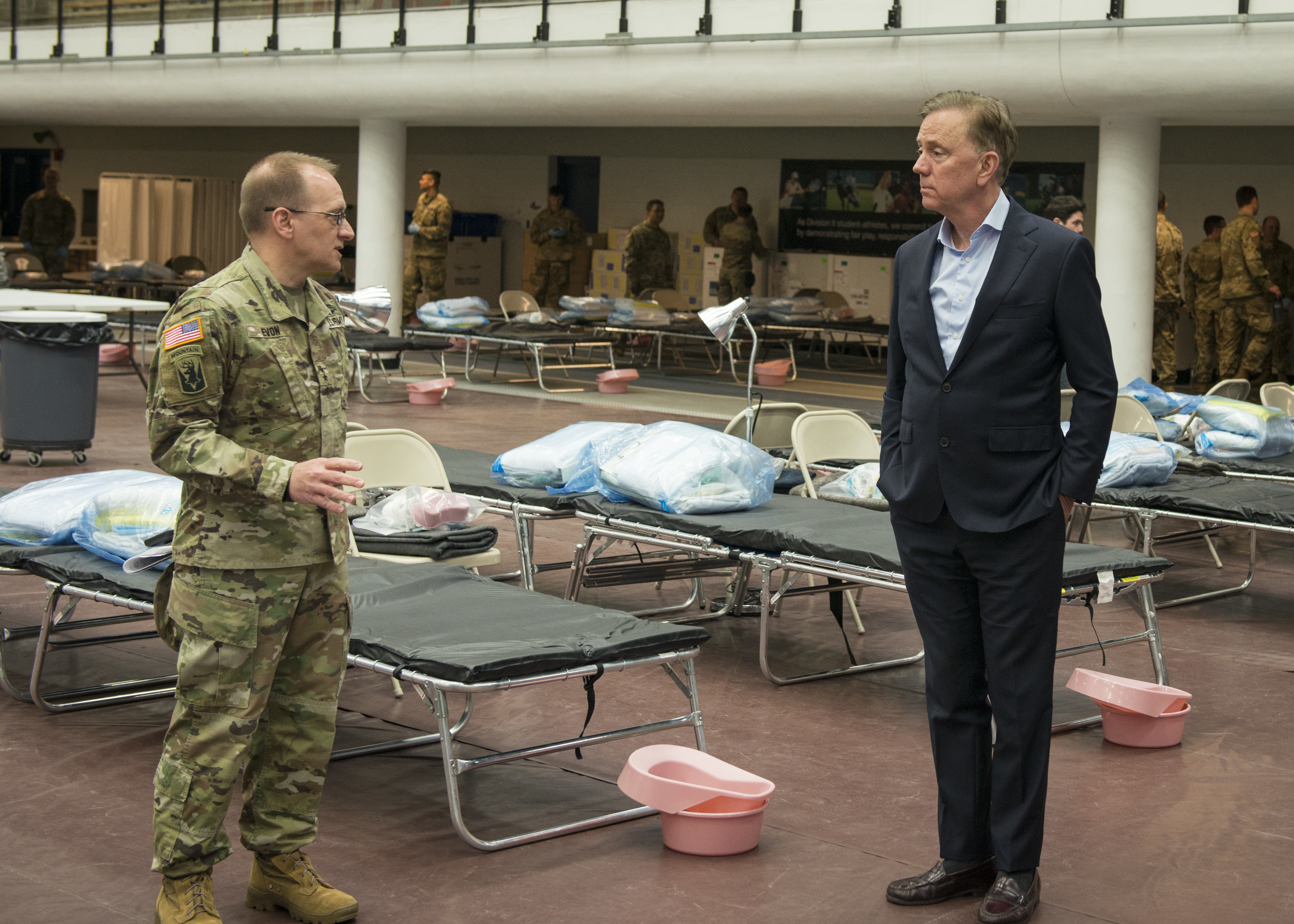
Ned Lamont chỉ huy Vệ binh tiểu bang trong chiến dịch chống COVID-19.

Ned Lamont tuyên thệ nhậm chức Thống đốc thứ 89 của Connecticut vào ngày 09 tháng 1 năm 2019, kế nhiệm Dan Malloy. Trong nhiệm kỳ của mình, một số ưu tiên hàng đầu của ông bao gồm thực hiện thu phí điện tử trên đường cao tốc tiểu bang, đánh thuế các dịch vụ phát trực tuyến, khôi phục tín dụng thuế tài sản, hợp pháp hóa cần sa để sử dụng giải trí, tăng mức lương tối thiểu lên 15 USD/giờ, nghỉ phép gia đình có trả lương, thương lượng lại hợp đồng với người lao động, và hợp pháp hóa cá cược thể thao. Đề xuất của ông về việc thực hiện thu phí điện tử trên các xa lộ tiểu bang đã bị cư dân xem là không thuận lợi và vấp phải sự phản đối của các thành viên Đảng Dân chủ trong Hội đồng Lập pháp Connecticut. Bên cạnh đó, ông cũng đã ưu tiên đầu tư vào cơ sở hạ tầng đường sắt, đề xuất thời gian đi lại ngắn hơn giữa các thành phố bằng cách nâng cấp các tuyến đường sắt, cũng như mở rộng chi nhánh Danbury đến New Milford và điện khí hóa lại tuyến đường này. Vào tháng 2 năm 2019, ông đã bổ nhiệm cựu Giám đốc điều hành PepsiCo Indra Nooyi làm Đồng Giám đốc Trung tâm Nguồn lực Kinh tế Connecticut (CERC), một đối tác công tư với Ban Kinh tế và Phát triển Cộng đồng có nhiệm vụ cải tiến chiến lược phát triển kinh tế của bang. Một năm sau, CERC tự đổi tên thành AdvanceCT.
Vào tháng 4 năm 2019, Ned Lamont đã ký lệnh điều hành đầu tiên của mình, theo đó chỉ đạo các tòa nhà văn phòng tiểu bang và đội xe hoạt động tiết kiệm năng lượng hơn thông qua Sáng kiến Bền vững mở rộng. Sáng kiến này nhằm mục đích giảm cả lượng khí thải cac bon và chi phí cho các hoạt động của chính quyền bang. Vào ngày 29 tháng 5, ông đã ký một dự luật tăng mức lương tối thiểu của tiểu bang lên 11 USD/một giờ vào tháng 10 năm đó và lên 15 USD/một giờ vào năm 2023.
Về sử dụng súng và cảnh sát: vào ngày 03 tháng 6, ông đã ký ba dự luật kiểm soát súng, bao gồm Luật Ethan, yêu cầu cất giữ an toàn súng trong các hộ gia đình có trẻ em, và cấm cất giữ súng không khóa trong xe không người trông coi. Vào tháng 7 năm 2020, ông đã ký thành luật một dự luật cải cách cảnh sát sâu rộng yêu cầu tất cả các sĩ quan cảnh sát phải được trang bị camera hành trình, nghiêm cấm các thao tác như bóp cổ, tạo ra một cơ quan giám sát trên toàn tiểu bang đối với các hành vi sai trái của cảnh sát, hạn chế khả năng giữ lại hồ sơ kỷ luật của sở cảnh sát và bắt cá nhân viên chức phải chịu trách nhiệm trong các vụ kiện dân sự. Về xã hội: ông ký một dự luật cấm bảo vệ sự hoảng sợ của người đồng tính ở Connecticut. Sau vụ tai nạn Boeing B-17 năm 2019 khiến bảy người chết và sáu người bị thương, Ned Lamont đã cùng với Thượng nghị sĩ Richard Blumenthal gửi lời chia buồn tới các gia đình bị ảnh hưởng và đảm bảo rằng Ban An toàn giao thông Quốc gia (NTSB) sẽ mở một cuộc điều tra kỹ lưỡng.

### Xếp hạng chấp thuận
Trong năm đầu tiên làm Thống đốc, Ned Lamont liên tục đạt được xếp hạng chấp thuận thấp. Hãng Morning Consult đã liệt kê ông vào danh sách mười Thống đốc kém nổi tiếng nhất mỗi quý kể từ khi ông đắc cử. Trong một cuộc khảo sát được thực hiện vào quý cuối cùng của năm 2019, ông được xếp hạng là Thống đốc không được yêu thích thứ tư trong cả nước, với tỷ lệ không đồng ý là 51% và tỷ lệ tán thành là 32%. Tuy nhiên, kể từ Đại dịch COVID-19, ông đã nhận được xếp hạng chấp thuận cao hơn. Trong một cuộc thăm dò ý kiến Quinnipiac vào tháng 5 năm 2020, ông đã nhận được 65% xếp hạng tán thành và 26% không tán thành, với 78% xếp hạng tán thành cho việc xử lý đại dịch của ông. Đến tháng 10 năm 2020, một khảo sát của Đại học Sacred Heart cho thấy tỷ lệ chấp thuận tổng thể của ông 53%, trong đó có 71% tán thành việc ông xử lý đại dịch.

## Lịch sử tranh cử
Tính đến 2021, Ned Lamont đã tham gia ba kỳ bầu cử cho vị trí Thượng nghị sĩ Hoa Kỳ và Thống đốc Connecticut. Ông đã thất bại trong hai kỳ năm 2006 và 2010, chiến thắng trong tổng tuyển cử 2018 trở thành Thống đốc Connecticut.
| Đảng          | Đảng          | Thành viên      | Phiếu bầu | %      |
| ------------- | ------------- | --------------- | --------- | ------ |
|               | Dân chủ       | 'Dannel Malloy' | 103,154   | 57,01  |
|               | Dân chủ       | Ned Lamont      | 77,772    | 42,99  |
| Tổng số phiếu | Tổng số phiếu | Tổng số phiếu   | 180,926   | 100.00 |

| Tổng tuyển cử Connecticut 2018 | Tổng tuyển cử Connecticut 2018 | Tổng tuyển cử Connecticut 2018 | Tổng tuyển cử Connecticut 2018 | Tổng tuyển cử Connecticut 2018 | Tổng tuyển cử Connecticut 2018 |
| Đảng                           | Đảng                           | Ứng cử viên                    | Số phiếu                       | %                              | ±                              |
| ------------------------------ | ------------------------------ | ------------------------------ | ------------------------------ | ------------------------------ | ------------------------------ |
|                                | Dân chủ                        | Ned Lamont                     | 694.510                        | 49,37%                         | -1,36%                         |
|                                | Cộng hòa                       | Bob Stefanowski                | 650.138                        | 46,21%                         | -1,95%                         |
|                                | Độc lập                        | Oz Griebel                     | 54.741                         | 3,89%                          | N/A                            |
|                                | Tự do                          | Rod Hanscomb                   | 6.086                          | 0,43%                          | N/A                            |
| Tổng số phiếu                  | Tổng số phiếu                  | Tổng số phiếu                  | 1.406.803                      | 100.00%                        | N/A                            |
|                                | Dân chủ Giữ ghế                |                                |                                |                                |                                |

## Đời tư

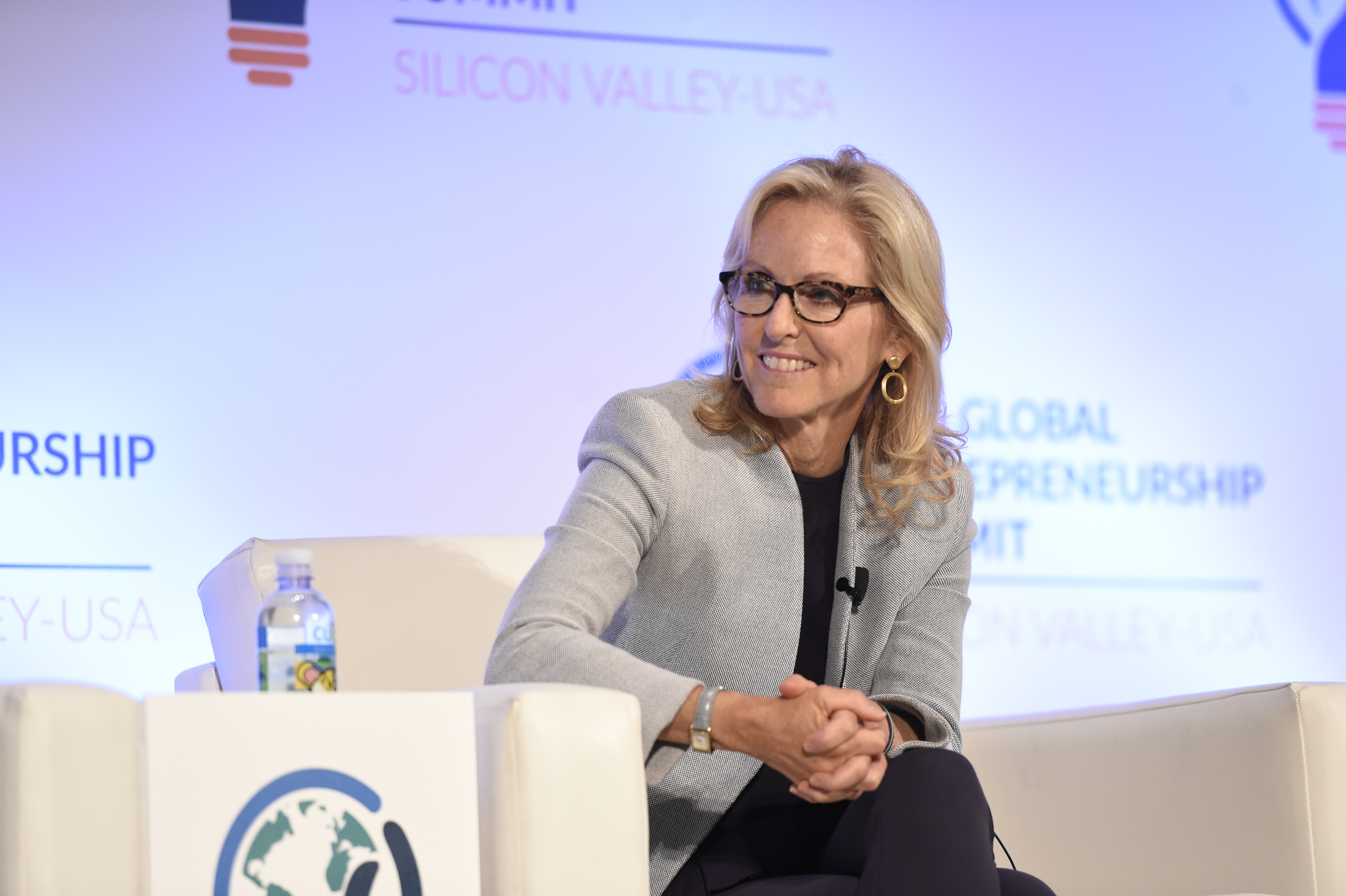
Nhà đầu tư Ann Huntress, vợ của Ned Lamont.

Vào ngày 10 tháng 9 năm 1983, Ned Lamont kết hôn với Ann Huntress, một nhà đầu tư vốn mạo hiểm và là đối tác quản lý tại Oak Investment Partners. Họ có ba người con: Emily, Lindsay và Teddy. Gia đình sống ở Greenwich và có một nhà nghỉ ở North Haven, Maine. Trong gia tộc của mình, ông là một thành viên của dòng họ Lamont, dòng họ có một số địa điểm kỷ niệm và lưu trữ như Phòng trưng bày Lamont trong khuôn viên Học viện Phillips Exeter và Thư viện Lamont tại Đại học Harvard đều được đặt tên để vinh danh gia đình ông.